# Taylor Outlier
Taylor Outlier är en bergstopp i Antarktis. Den ligger i Västantarktis. Inget land gör anspråk på området. Toppen på Taylor Outlier är 1 904 meter över havet.
Terrängen runt Taylor Outlier är kuperad åt sydväst, men åt nordost är den platt. Trakten är obefolkad. Det finns inga samhällen i närheten.